# マリア・ヴィクトリア・フォン・アーレンベルク
マリー・ヴィクトワール・ポーリーヌ・ダランベール（仏:Marie Victoire Pauline d'Arenberg）またはマリア・ヴィクトリア・パウリーネ・フォン・アーレンベルク（独:Maria Viktoria Pauline von Arenberg, 1714年10月26日 - 1793年4月13日）は、ドイツ＝ベルギー系のアーレンベルク公爵家の一員で、バーデン＝バーデン辺境伯アウグスト・ゲオルクの妻であった。

## 生涯
アーレンベルク公レオポルド・フィリップと、その妻でイタリア貴族ビザッチャ公爵家出身のマリーア・フランチェスカ・ピニャテッリ（1696年 - 1766年）の間の長女として生まれた。母方の曽祖父にはスペイン領ネーデルラント総督を務めたサヴォーナ侯爵がいる。幼少期は、父親の主君の娘である後の皇后マリア・テレジアの遊び相手を務めた。厳格なカトリック教育を受け、芸術や音楽に関する造詣を深めた。1735年にバーデン＝バーデン辺境伯ルートヴィヒ・ゲオルクの弟で軍人のアウグスト・ゲオルクと結婚したが、間に子供は無かった。
1761年に夫が辺境伯位を継いだ後は、辺境伯夫人としてラシュタットに女子聖歌隊を組織するなど積極的に公務に取り組んだ。1771年に夫が死ぬと、バーデン＝バーデン辺境伯家は断絶し、遠縁にあたるプロテスタントのバーデン＝ドゥルラハ辺境伯カール・フリードリヒがバーデンを統合した。マリア・ヴィクトリアはオッタースヴァイアーに移り、この地に女子修道院とその付属学校を建設するなど慈善活動に身を捧げる余生を送った。1793年にストラスブールで死去し、遺骸はバーデン＝バーデンの教区教会の夫の墓の隣に葬られた。